# Josef Eberle (Schriftsteller)
Josef Eberle (* 8. September 1901 in Rottenburg am Neckar; † 20. September 1986 in Samedan, Kanton Graubünden) war ein deutscher Schriftsteller, Verleger und Philanthrop. Eberle war Gründer und langjähriger Verleger der Stuttgarter Zeitung. Seine Werke in schwäbischer Mundart veröffentlichte er unter dem Pseudonym Sebastian Blau, seine lateinischen unter dem Pseudonym Iosephus Apellus.

## Leben
Josef Eberle machte ab 1917 eine Buchhändlerlehre bei Heckenhauer in Tübingen und war anschließend Buchhändler in Berlin, Stuttgart, Karlsruhe, Baden-Baden und Leipzig. Ab 1927 wirkte er als Lektor, später als Leiter der Vortragsabteilung, für den Süddeutschen Rundfunk. 1928 veröffentlichte er unter dem Pseudonym „Tyll“ erstmals einen Gedichtband mit satirischen Versen.
Am 3. September 1929 heiratete er Else Lemberger, die einer jüdischen Familie aus Rexingen entstammte.
Nach der Besetzung des Stuttgarter Funkhauses durch die Nationalsozialisten am 8. März 1933 erhielt er Hausverbot und wurde zum 30. Juni entlassen. Vom 13. Mai bis 29. Juni 1933 war er im Konzentrationslager Heuberg inhaftiert. Nach seiner Entlassung lebte er bei seinen Schwiegereltern in Rexingen. Mangels anderer Verdienstmöglichkeiten begann er unter dem Pseudonym Sebastian Blau erste Gedichte im schwäbischen Dialekt zu veröffentlichen. Mehrfach wurde behauptet, dass Eberle unter dem Pseudonym Peter Squenz für die nationalsozialistische Satirezeitschrift Die Brennessel tätig gewesen sei. Zuletzt stellte sich heraus, dass es sich um einen Fehler bei der Identifikation handelte. 1936 wurde er aus der Reichsschrifttumskammer ausgeschlossen, was einem Publikationsverbot gleichkam. Ab dem 1. Mai 1936 konnte er beim amerikanischen Konsulat in Stuttgart bis zu dessen Schließung im Juli 1942 arbeiten. Ab 1942 war er als Bibliothekar bei der Württembergischen Feuerversicherung in Stuttgart angestellt. Als seine Frau im Januar 1945 von der Gestapo zu einem „auswärtigen Arbeitseinsatz“ aufgefordert wurde, tauchten sie unter. Zeitweilig waren sie auf dem Speicher des Bahnhofsgebäudes am Haltepunkt Wildpark in Stuttgart versteckt.
Nach dem Einmarsch der amerikanischen Truppen in Stuttgart wurde er Programmberater von Radio Stuttgart. Am 17. September erhielt er neben Karl Ackermann und Henry Bernhard die Lizenz der amerikanischen Militärregierung zur Herausgabe der Stuttgarter Zeitung. Die erste Ausgabe erschien einen Tag später. Nach mehrfachen Wechseln bei den Mitherausgebern wurde Josef Eberle von 1954 bis 1971 alleiniger geschäftsführender Herausgeber der Zeitung, die er zu einer der profiliertesten liberalen Zeitungen Deutschlands und der bedeutendsten Zeitung in Südwestdeutschland auf- und ausbaute.

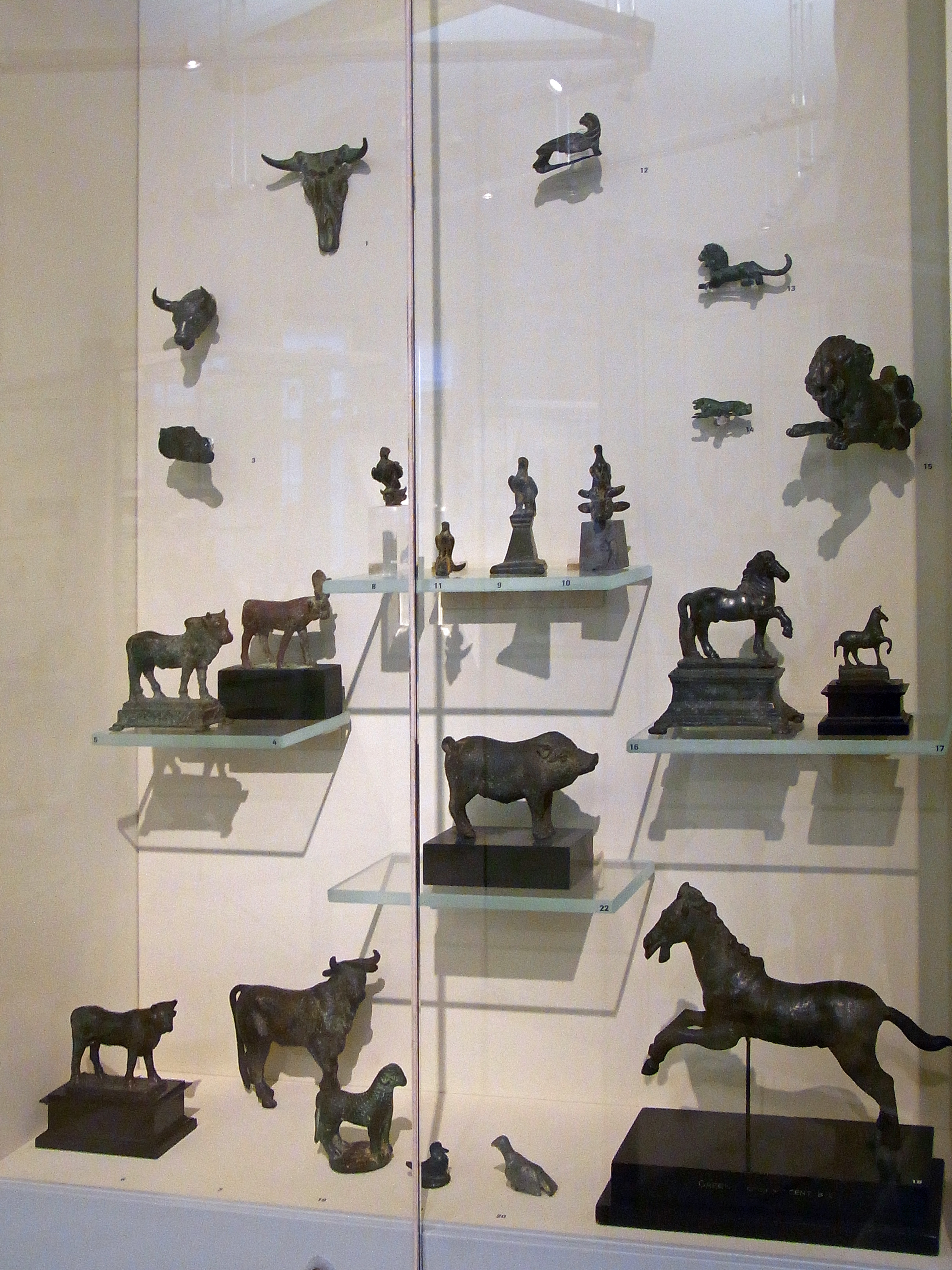
Teil der Sammlung Eberle in der Antikensammlung des Archäologischen Instituts der Universität Tübingen

Von 1956 bis 1976 war er Vizepräsident der Deutschen Schillergesellschaft, des Trägervereins des Schiller-Nationalmuseums in Marbach am Neckar. Durch seine Vermittlung gelangte das Archiv des Cotta-Verlags als Schenkung an das Museum, dem er auch seinen eigenen schriftlichen Nachlass und seine Bibliothek vermachte. Er wirkte bei der Württembergischen Bibliotheksgesellschaft und beim Stuttgarter Galerieverein als Mäzen. Seine Antikensammlung erhielt die Antikensammlung des Archäologischen Instituts der Universität Tübingen. Die Stadt Rottenburg konnte durch sein Vermächtnis das Römermuseum aufbauen.
Er wurde in einem Ehrengrab auf dem Rottenburger Sülchen-Friedhof beigesetzt. 1989 starb seine Ehefrau und wurde neben ihm bestattet.

## Literarisches Schaffen
Josef Eberle veröffentlichte seit 1928 regelmäßig Gedichte und Epigramme. Unter dem Pseudonym Sebastian Blau konnte er nach dem Berufsverbot 1933 schwäbische Gedichte herausgeben und in der Reihe des Piper Verlags Was nicht im Wörterbuch steht den VI. Band, Schwäbisch, von 1935 bearbeiten. Den Aliasnamen hatte er als Reverenz an den Begründer schwäbischer Dichtkunst, Sebastian Sailer, gewählt. 1933 erschien der erste Gedichtband „Kugelfuhr“, 1934 „Feierobed“, 1942 „Rottenburger Bilderbogen“, 1946 „Die schwäbischen Gedichte des Sebastian Blau“ und „Rottenburger Hauspostille“. In seiner Zeitung veröffentlichte er hochdeutsche Gedichte unter dem Pseudonym Peter Squenz. Seit 1954 veröffentlichte er zudem unter dem Pseudonym Iosephus Apellus Gedichte in Latein; „Apellus“ ist eine wörtliche Übersetzung von „Eberle“. Eines seiner lateinischen Gedichte begrüßt als Inschrift die Besucher des Römischen Lapidariums vor dem Neuen Schloss in Stuttgart. 1973 erschienen weitere Dialektgedichte unter dem Titel „Schwäbischer Herbst“ und 1981 „Sebastian Blau’s Schwobespiagel“.

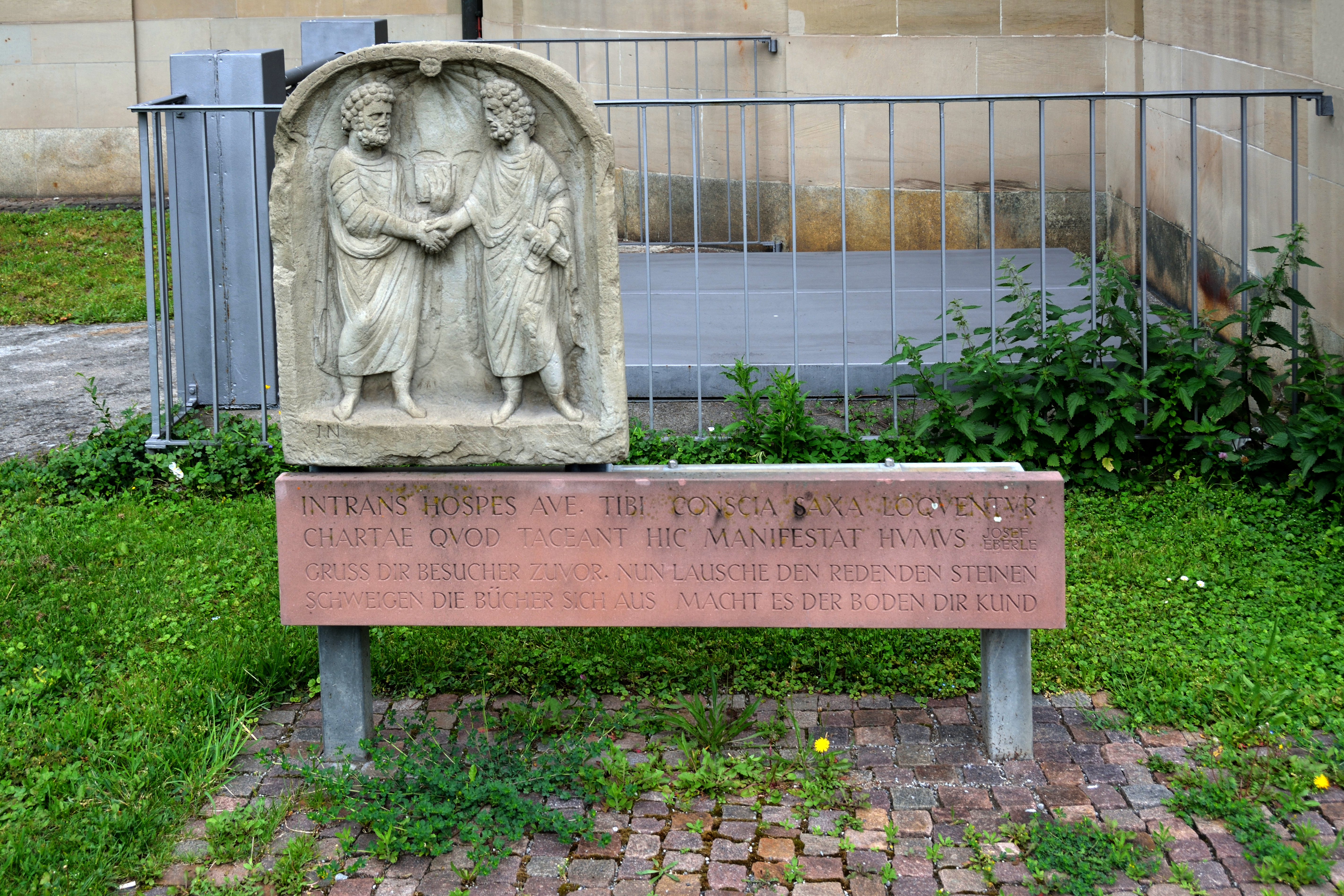
Willkommensrelief am Eingang zum Römischen Lapidarium mit einem Zweizeiler von Josef Eberle

Einige seiner Gedichte wurden von Hubert Deuringer vertont und von verschiedenen Interpreten auf Schallplatte aufgenommen. Das bekannteste davon dürfte D’r Gsangverei, gesungen von Willy Seiler, sein.
In gesprochener Form werden die Gedichte von Peter Nagel im Rottenburger Dialekt rezitiert, zum Beispiel auf der Mundart-CD Raoteburger Schwäbisch.

## Auszeichnungen und Ehrungen
- 1955: Ehrendoktorwürde der Universität Tübingen
- 1956: Mitglied der Deutschen Akademie für Sprache und Dichtung
- 1958: Ehrenmitgliedschaft der Tübinger Königsgesellschaft Roigel
- 1961: Verleihung des Professorentitels durch die Landesregierung Baden-Württembergs und Ehrenbürger der Stadt Rottenburg am Neckar
- 1962: Krönung zum Poeta Laureatus des philosophischen Seminars der Universität Tübingen
- 1975: Verdienstmedaille des Landes Baden-Württemberg[5]
- 1981: Bürgermedaille der Stadt Stuttgart

## Sebastian-Blau-Preis für schwäbische Mundart
Vom Verein schwäbische mund.art e. V. wird seit 2002 der Sebastian-Blau-Preis für schwäbische Mundart vergeben. Der Preis soll „das Bewusstsein für den Wert des Dialektes in der Öffentlichkeit schärfen und stärken“. Er wird alle zwei Jahre abwechselnd in den Sparten Literatur, Kabarett, Liedermacher und Filmemacher ausgeschrieben und ist beim Erstplatzierten mit 2500 Euro dotiert. Seit 2013 wird zudem alle vier Jahre ein Ehrenpreis vergeben.
Preisträger:
- 2002: Anny Hespe (Literatur)
- 2004: Duo Albträumer (Liedermacher)
- 2006: Ernst und Heinrich (Kabarett)
- 2008: Bernd Merkle (Literatur)
- 2012: Thomas Felder (Liedermacher)
- 2014: Christopher Stöckle (Filmemacher)
- 2016: Hiltrud Stoll und Franz Auber (Kabarett)
- 2018: Susanne Mathilde Zimmerer (Literatur)
- 2020: Die Traufgängerinnen (Liedermacher)
- 2022: Clara Schemmel und Jakob Maria Lott für „Der Knecht“ (Filmemacher)
- 2024: LinkMichel (Kabarett)

Ehrenpreis:
- 2013: Gerhard Raff
- 2017: Felix Huby
- 2021: Uli Keuler

## Werkausgaben
- Josef Eberle: Cave canem – Vorsicht beißt! Ein Buch Epigramme lateinisch und deutsch. Zürich 1962.
- Josef Eberle: Schwarzes Salz. Hundert Epigramme lateinisch und deutsch. Deutsche Verlags-Anstalt, Stuttgart 1964
- Eckart Frahm (Hrsg.): Das große Josef-Eberle-Sebastian-Blau-Lesebuch. ISBN 3-421-05550-5
- Eckart Frahm (Hrsg.): Josef Eberle – Ein Jüngling, der sich Tyll benennt. ISBN 978-3-9814658-0-8